# ماثيو ناش
ماثيو ناش (بالإنجليزية: Matthew Nash) (3 أبريل 1981 في أستراليا - ) هو لاعب كرة قدم أسترالي في مركز حراسة المرمى. لعب مع سنترال كوست مارينرز وسيدني إف سي وسيدني تايغرز ونيوكاسل يونايتد جتس وBonnyrigg White Eagles FC ‏ ونادي باراماتا ‏ وPenrith Nepean United FC ‏.

## وصلات خارجية
- ماثيو ناش على موقع قاعدة بيانات كرة القدم.إي يو (الإنجليزية)